# Kreslin
Kreslin je priimek več znanih Slovencev:
- David Kreslin (*1995), kitarist
- Eva Strmljan Kreslin (*1969), Mala ulica (Ljubljana)
- Ognjeslav Kreslin, misijonar v Kolumbiji
- Ignacij Kreslin (1917 - 2005), duhovnik (Mb)
- Jože Kreslin (1912 - ?), glasbenik, zborovodja
- Milan Kreslin (*1928), glasbenik, oče Vlada Kreslina
- Vlado Kreslin (*1953), glasbenik (pevec, kitarist, kantavtor)